# Tianyuan (go)
Pour les articles homonymes, voir Tianyuan.
Le Tianyuan (天元; Pinyin: Tiān Yuán), désigne une compétition de go en Chine. Cette compétition est similaire aux compétitions de même nom au Japon et en Corée : le Tengen organisé par la Nihon Ki-in et le Chunwon organisé par la Hanguk Kiwon. 
Jusqu'en 2002, le détenteur du Tianyuan affrontait ensuite le détenteur du Tengen japonais, dans le Tengen Chine-Japon.
Le détenteur du Tianyuan affronte chaque année le détenteur du Chunwon coréen.

## Organisation
Le Tianyuan est sponsorisé par la fédération chinoise de go Zhongguo Qiyuan, et les journaux New People's Evening News et New People's Weiqi Monthly Magazine. Les préliminaires sont joués dans un tournoi à élimination directe, et la finale se déroule sur trois parties. Le komi est de 7.5 points, et le vainqueur remporte 200,000 RMB (environ 28,000 €).

## Vainqueurs
| Joueur        | Années |
| ------------- | ------ |
| Ma Xiaochun   | 1987   |
| Liu Xiaoguang | 1988   |
| Liu Xiaoguang | 1989   |
| Liu Xiaoguang | 1990   |
| Nie Weiping   | 1991   |
| Nie Weiping   | 1992   |
| Liu Xiaoguang | 1993   |
| Ma Xiaochun   | 1994   |
| Ma Xiaochun   | 1995   |
| Ma Xiaochun   | 1996   |
| Chang Hao     | 1997   |
| Chang Hao     | 1998   |
| Chang Hao     | 1999   |
| Chang Hao     | 2000   |
| Chang Hao     | 2001   |
| Huang Yizhong | 2002   |
| Gu Li         | 2003   |
| Gu Li         | 2004   |
| Gu Li         | 2005   |
| Gu Li         | 2006   |
| Gu Li         | 2007   |
| Gu Li         | 2008   |
| Chen Yaoye    | 2009   |
| Chen Yaoye    | 2010   |
| Chen Yaoye    | 2011   |
| Chen Yaoye    | 2012   |
| Chen Yaoye    | 2013   |
| Chen Yaoye    | 2014   |
| Chen Yaoye    | 2015   |
| Chen Yaoye    | 2016   |
| Lian Xiao     | 2017   |
| Lian Xiao     | 2018   |
| Lian Xiao     | 2019   |
| Yang Dingxin  | 2020   |
| Gu Zihao      | 2021   |
| Mi Yuting     | 2022   |
| Mi Yuting     | 2023   |